# Sommerresidenz

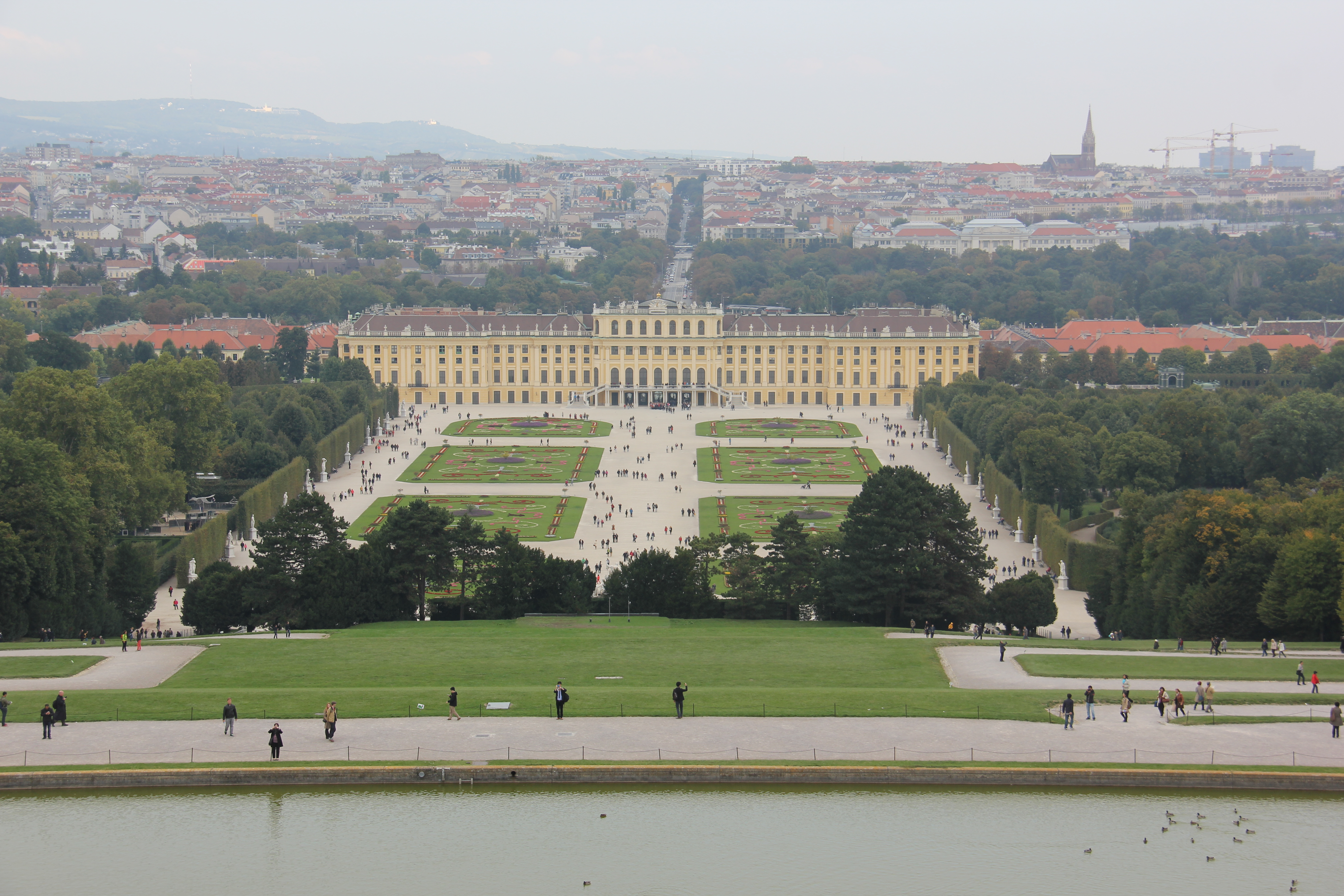
Schloss Schönbrunn in Wien, Sommerresidenz der Habsburger, von der Gloriette gesehen.

Unter einer Sommerresidenz (oder auch einem Sommerschloss) versteht man ein Schloss oder eine Burg, welche nur vorübergehend – vor allem im Sommer – bewohnt wurde und sich häufig in relativer Nähe zum Hauptwohnsitz des Erbauers befand. Der Begriff Sommerresidenz bezieht sich typischerweise auf die Sommersitze von Landesherren. Zweitresidenzen sind nicht notwendigerweise als Sommerresidenzen anzusehen. Im übertragenen Sinn wird damit auch der Standort eines Sommerschlosses oder ein sonstiger, vorübergehend genutzter „Sommeraufenthaltsort“ von Herrschern bezeichnet, etwa eine Ortschaft, eine Region oder eine Insel, bisweilen auch ein Kurort. Noch heute existieren solche Sommerresidenzen in monarchisch regierten Ländern, aber auch in Republiken als Sommersitz des jeweiligen Staatsoberhauptes – wie u. a. in Österreich, Kroatien oder Tschechien.
In bürgerlichen Zusammenhängen spricht man von Sommersitz, Sommerhaus oder Ferienhaus.

## Hintergrund

Das Neue Schloss Schleißheim war eine Sommerresidenz der bayerischen Kurfürsten

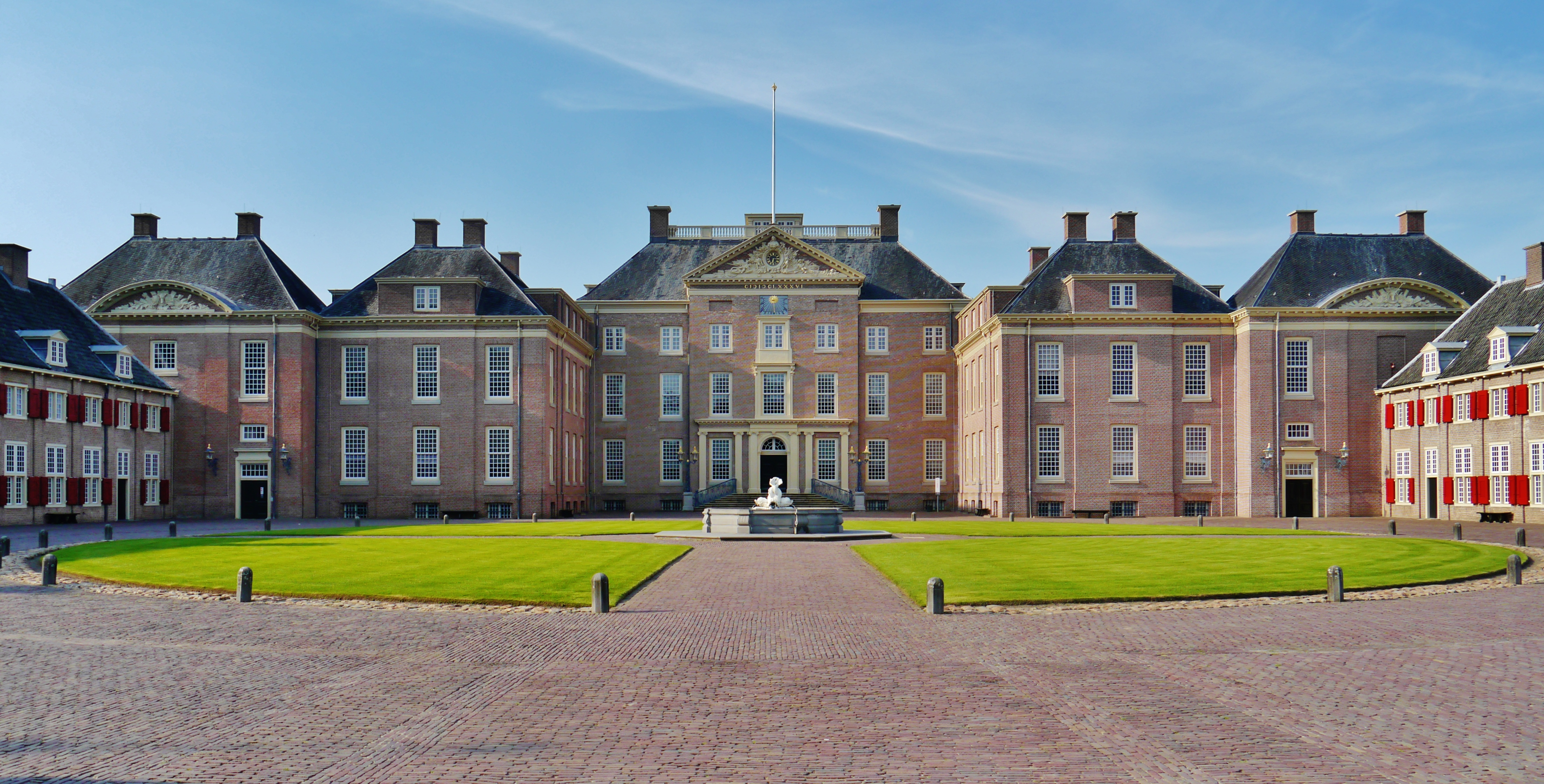
Das Paleis Het Loo in Appeldoorn war die Sommerresidenz der niederländischen Könige bis 1975

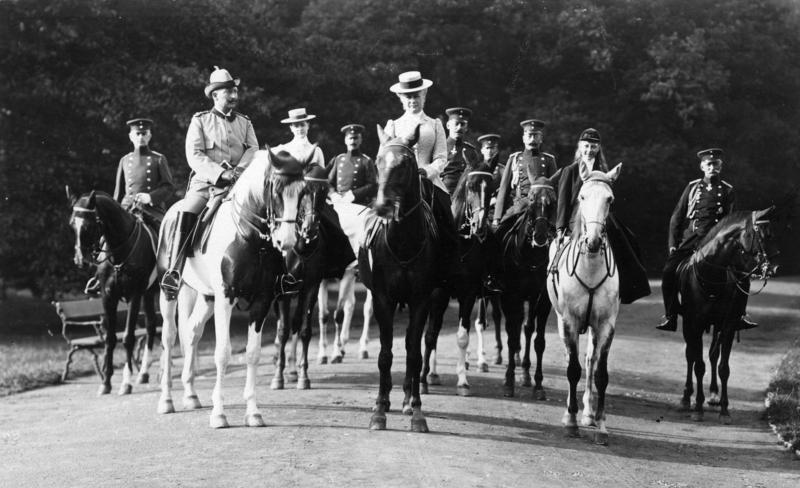
Das deutsche Kaiserpaar beim Ausritt in der sommerlichen Residenz Schloss Wilhelmshöhe im Bergpark

Viele fürstliche Residenzschlösser und Bischofsresidenzen lagen, geschichtlich bedingt, direkt in den Städten (zum Beispiel die Hofburg in Wien, die Münchner Residenz oder die Alte Hofhaltung und Neue Residenz der Bamberger Fürstbischöfe) und waren als gewachsene Gebäudeensembles für eine prächtige barocke Hofhaltung nur bedingt geeignet. Um eine bessere Heizbarkeit der Räumlichkeiten zu erreichen, waren die Appartements häufig bescheidener dimensioniert. Zudem lagen althergebrachte Residenzen oft in eng bebauten Gassen und Straßen, wodurch viele Räume wenig Tageslicht hatten. Außerdem mussten nach einem langen Winter die (alten) Kamine aufwändig gekehrt werden, ein Vorgang, dem man lieber auswich.
Im Gegensatz dazu waren Sommerschlösser nicht selten prächtiger ausgestattet und architektonisch „aus einem Guß“, während die über Jahrhunderte gewachsenen innerstädtischen Residenzen oft ein verschachteltes Konglomerat aus verschiedenen Epochenbauten darstellten. Viele Sommerresidenzen entstanden zudem in der ländlichen Umgebung von Städten und boten so vor allem die Fläche für einen repräsentativen Schlosspark, der innerhalb der engen Stadtmauern keinen Platz gefunden hätte, und der oft durch diverse Staffagebauten angereichert wurde. Prunksäle konnten noch größer ausfallen als in den Hauptschlössern, da sie bei bloßer Sommernutzung nicht beheizbar sein mussten. Daher konnten auch die Wohnräume oft größer dimensioniert werden. Während die innerstädtischen Burg- oder Schlossgärten meist relativ klein waren und zudem vom Residenzgebäude oft abgetrennt durch Straßen oder alte Befestigungsanlagen, konnte man in den Sommerresidenzen direkt aus den Wohnräumen in den Park gelangen, der mit seinen Achsen auch auf das Schloss ausgerichtet werden konnte. Dies spielte besonders beim Barockgarten eine wichtige Rolle. Demgegenüber waren die Renaissancegärten, die sich vom Vorbild der Italienischen Gärten her entwickelten, kleinteiliger und oft geprägt von geometrischen und allegorischen Strukturen. Die mittelalterlichen Gärten waren noch geprägt vom Anbau von Nutzpflanzen, Heil- und Küchenkräutern, hatten jedoch auch schon den Typus des Lustgartens entwickelt.
Der jährliche Ein- und Auszug setzte oft eine große Planung voraus. Selten hatten die Sommer- und die Winterresidenzen eigene Möbelbestände, und so wurden beim alljährlichen Umzug oft viele mobile Kunstwerke und Möbel mitgenommen. Das Hofmobiliendepot in Wien ist ein Beispiel für das zentrale Möbellager eines Herrscherhauses mit vielen Residenzen. Die russischen Zaren besaßen eine Reihe von Sommerresidenzen, während die Eremitage sogar ausdrücklich als „Winterpalast“ bezeichnet wurde.
Im südlichen Europa war der Zweck des Sommerschlosses ins Gegenteil verkehrt: Während es in den Städten drückend heiß wurde, zog sich der Hofstaat in die dann kühleren Landresidenzen zurück, wie in den spanischen Palacio Real von La Granja oder von dem Palazzo Reale in Neapel in das Schloss Caserta. Die Päpste suchten im Sommer das Castel Gandolfo auf, das durch seine Lage auf dem Rand eines einstigen Vulkankraters Wind und Höhe bietet, während in der römischen Niederung eine drückende Hitze herrscht.
In Österreich und Tschechien – beides längst Republiken – gibt es heute Sommersitze für den jeweiligen Präsidenten, dies sind Schloss Mürzsteg und Schloss Lany.

## Beispiele für Sommerresidenzen

### In Deutschland
- Schloss Sanssouci in Potsdam
- Schloss Babelsberg in Potsdam

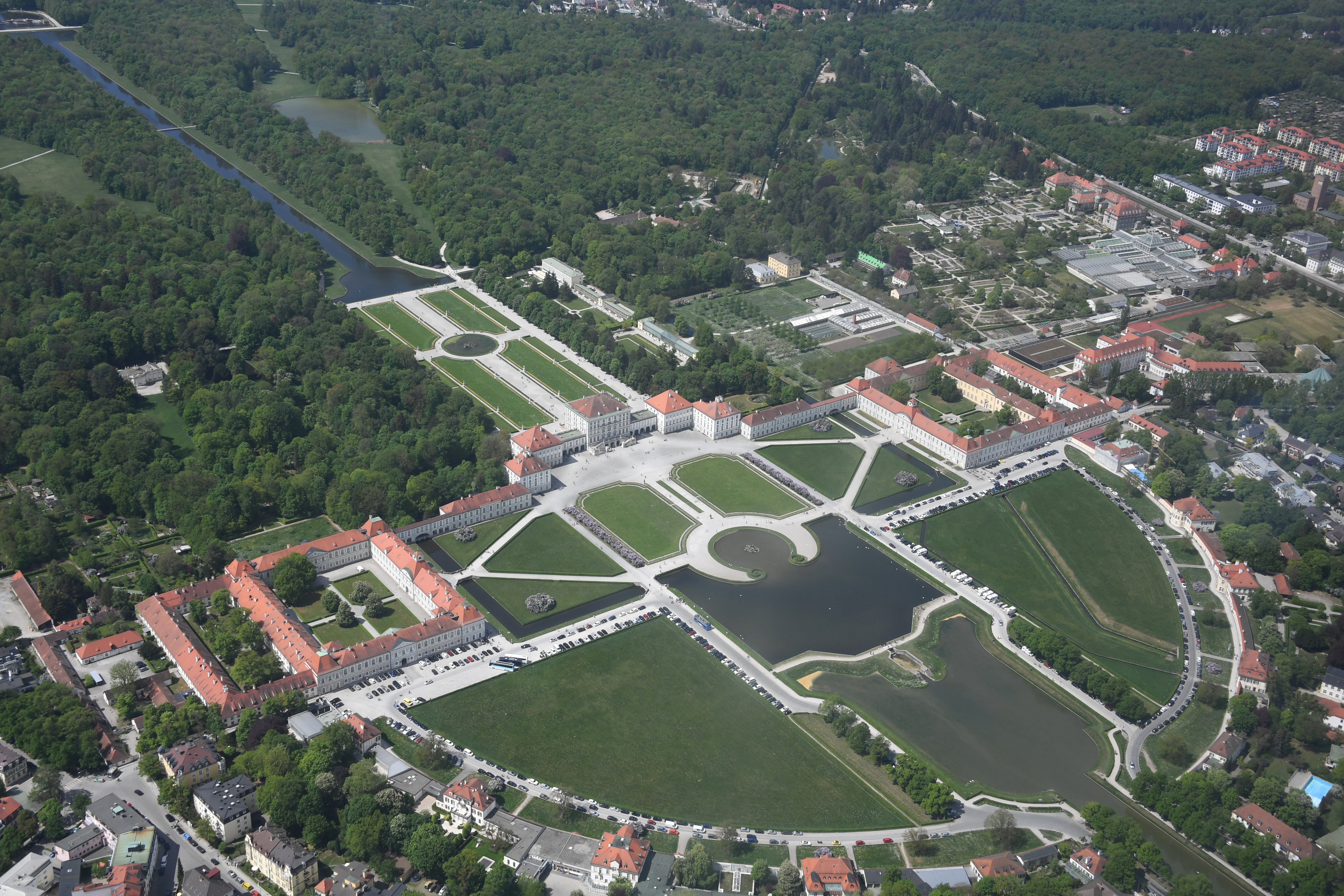
Schloss Nymphenburg, Sommerresidenz der bayerischen Kurfürsten und Könige

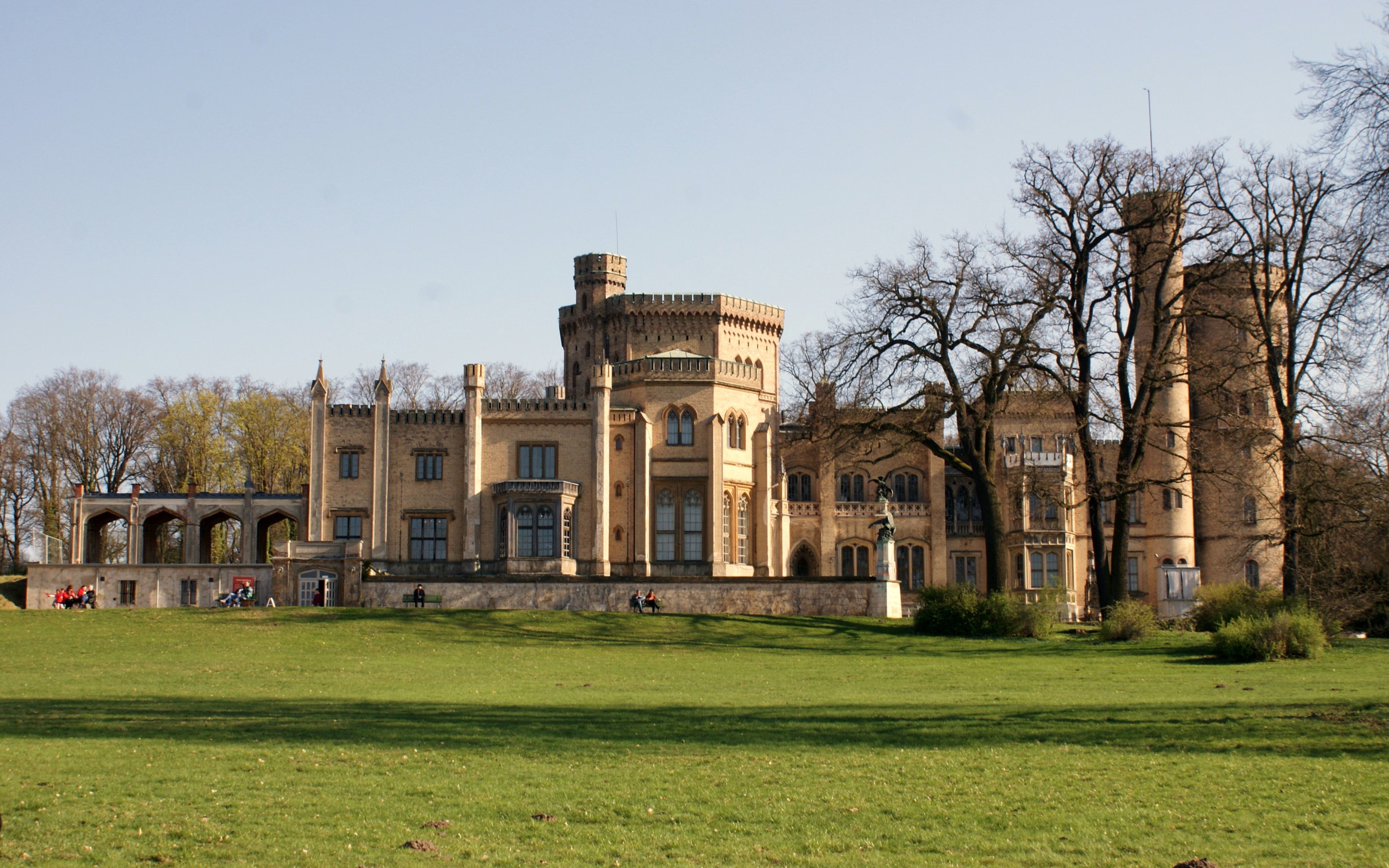
Schloss Babelsberg, Sommerresidenz des deutschen Kaisers Wilhelm I.

- Schloss Altenstein bei Bad Liebenstein
- Schloss Charlottenburg in Berlin
- Schloss Wilhelmshöhe in Kassel
- Schloss Dachau bei München
- Schloss Schleißheim in Oberschleißheim bei München
- Schloss Nymphenburg in München
- Schloss Fasanerie bei Fulda
- Schloss Friedrichshafen am Bodensee, Friedrichshafen
- Schloss Friedrichsthal in Gotha
- Schloss Pillnitz in Dresden
- Palais Neubrandenburg in Mecklenburg-Strelitz
- Schloss Seehof in Memmelsdorf bei Bamberg

### In Österreich
- Schloss Schönbrunn in Wien, ursprünglich ein Jagdschloss der Habsburger; unter Maria Theresia großzügiger Ausbau zur Sommerresidenz
- Kaiservilla Bad Ischl, traditionelle Sommerfrische von Kaiser Franz Josef
- Schloss Laxenburg bei Wien, weitläufiger Schlosspark mit mehreren Schlössern; vor allem der Blaue Hof diente als kaiserliche Sommerresidenz
- Villa Wartholz in Reichenau an der Rax, Sommerfrische der Familie Erzherzog Karl Ludwigs; Geburtsort von Otto von Habsburg
- Schloss Blühnbach bei Hallein, Jagd- und Sommerschloss von Erzherzog Franz Ferdinand
- Schloss Halbturn in Halbturn (Burgenland), Sommersitz von Erzherzog Friedrich; bis 1921 in Ungarn gelegen
- Schloss Weilburg in Baden bei Wien, erbaut von Erzherzog Karl; später im Besitz Erzherzog Friedrichs
- Kaiserhaus in Baden bei Wien, Sommerresidenz von Kaiser Franz I., später zeitweise Residenz von Kaiser Karl I.
- Schloss Luberegg an der Donau in Niederösterreich, von 1803 bis 1811 Sommersitz von Kaiser Franz I.
- Burg Kranichberg bei Gloggnitz, historische Sommerresidenz der Wiener Erzbischöfe
- Schloss Mürzsteg in der Steiermark, ehemaliges kaiserliches Jagdschloss; nun Sommersitz der Österreichischen Bundespräsidenten
- Schloss Hellbrunn, ein 1615 fertiggestelltes Jagd- und Lustschloss Markus Sittikus‘ (Fürsterzbistum Salzburg)

### Andere Länder

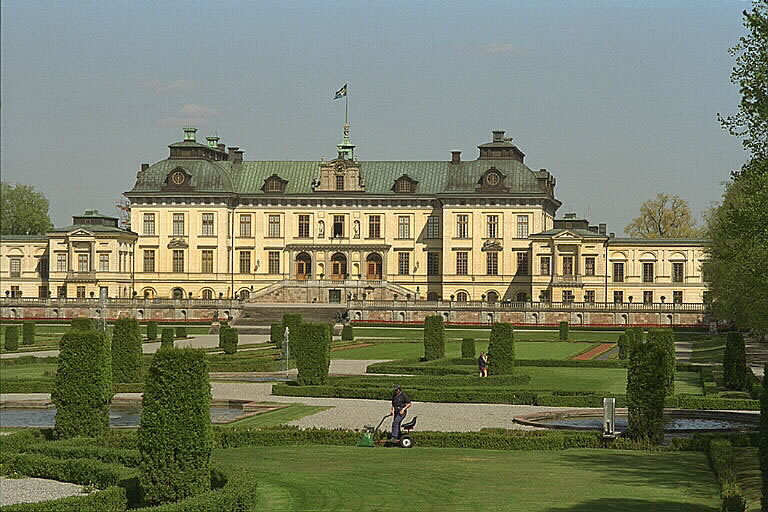
Schloss Drottningholm, Sommerresidenz (heute ständige Residenz) der Könige von Schweden

- Schloss Ciergnon in Ciergnon (Belgien)
- Schloss Drottningholm in Schweden, ursprünglich Sommerresidenz, heute ständiger Wohnsitz des Königs
- Villa Solliden in Schweden auf der Insel Öland, aktuell Sommersitz der Schwedischen Königsfamilie
- Schloss Gravenstein in Dänemark
- Schloss Mon Repos auf Korfu in Griechenland; Geburtsort von Prinz Philip, Duke of Edinburgh
- Archilleion auf Korfu in Griechenland, Sommerresidenz der Kaiserin Elisabeth von Österreich-Ungarn; später im Besitz von Wilhelm II.
- Schloss Peterhof; Pawlowsk und der Katharinenpalast bei Sankt Petersburg, Sommerresidenzen der russischen Zaren
- Liwadija-Palast in Jalta auf der Krim, Sommerresidenz des letzten russischen Zaren Nikolaus II.
- Palácio Nacional da Pena in Sintra (Portugal)
- Palacio Real von Aranjuez in Spanien
- Castel Gandolfo in Italien, Sommersitz des Papstes
- Schloss Lany bei Prag in Tschechien, Sommersitz der Tschechischen Präsidenten
- Schloss Konopischt in Böhmen, heute Tschechien, einst Sommerresidenz von Erzherzog Franz Ferdinand
- Schloss Sandringham in Norfolk, privater Landsitz der britischen Könige
- Windsor Castle in Windsor, Wochenend- und Sommerresidenz des britischen Königshauses
- Schloss Balmoral in Schottland, private Sommerresidenz der britischen Könige
- Villa Bled in Bled (Veldes), ursprünglich Sommerresidenz der Familie Windisch-Grätz, später der jugoslawischen Königsfamilie und Marschall Titos
- Das Paleis Het Loo, bei Apeldoorn, Sommerresidenz der niederländischen Könige bis 1975
- Schloss Euxinograd bei Warna am Schwarzen Meer, Sommerresidenz des bulgarischen Königshauses

## Beispiele für Standortbezeichnungen
- Die kroatische Ortschaft Vrsar war Sommerresidenz der Bischöfe von Poreč.
- Das thüringische Heilbad Bad Liebenstein wurde unter anderem als Sommerresidenz der Meininger Herzogsfamilie überregional bekannt.
- Im 19. Jahrhundert machte König Georg V. von Hannover die Nordseeinsel Norderney zu seiner Sommerresidenz.
- Die Burg Calvörde war die Sommerresidenz der Herzöge von Braunschweig-Wolfenbüttel.
- Die Inselgruppe Brioni vor der Küste Istriens war Sommerresidenz von Marschall Tito und dient heute dem kroatischen Präsidenten als Sommersitz.

## Bildergalerie

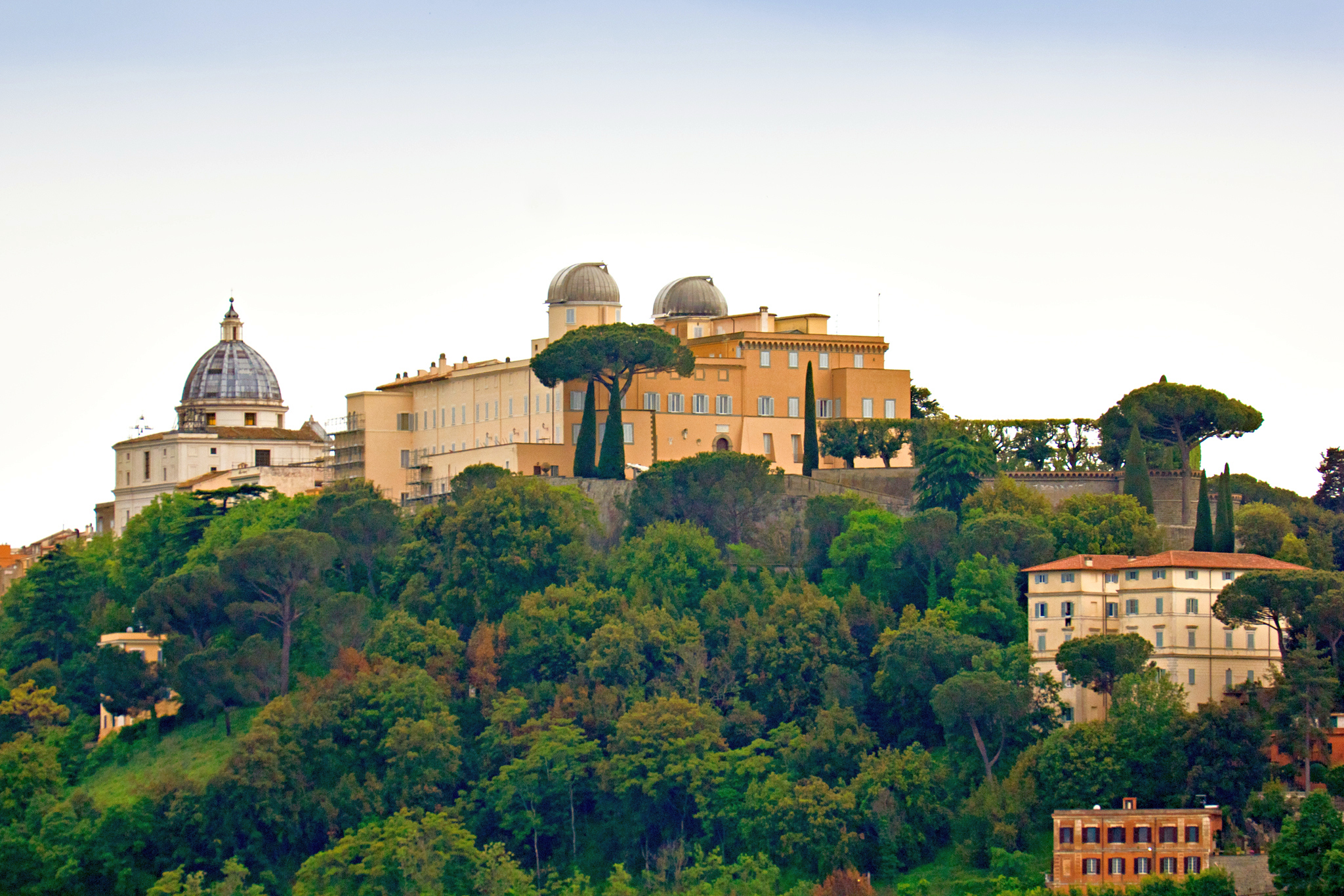
Sommerresidenz der Päpste in Castel Gandolfo
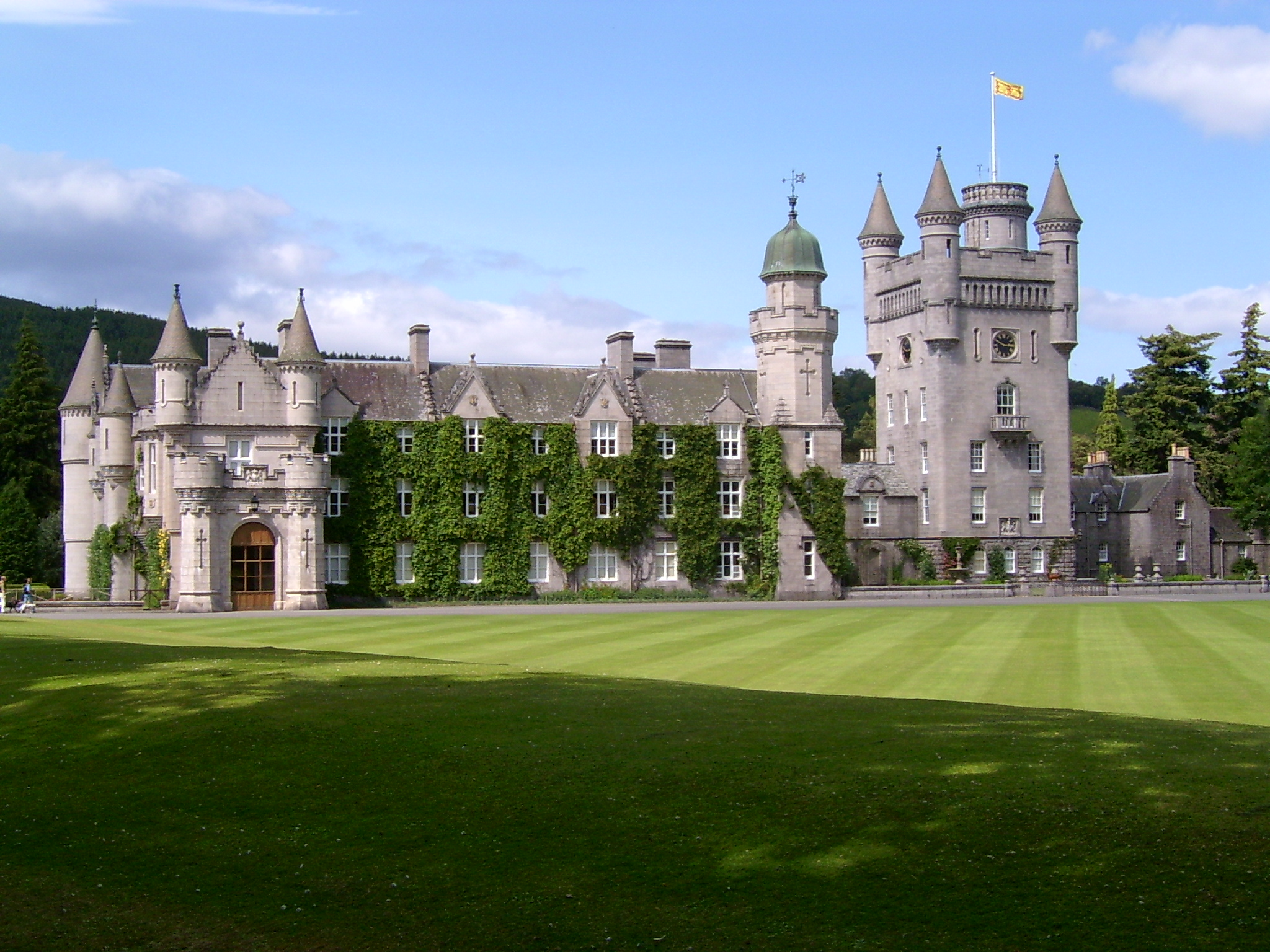
Balmoral Caste in Schottland, Sommerresidenz der britischen Königsfamilie
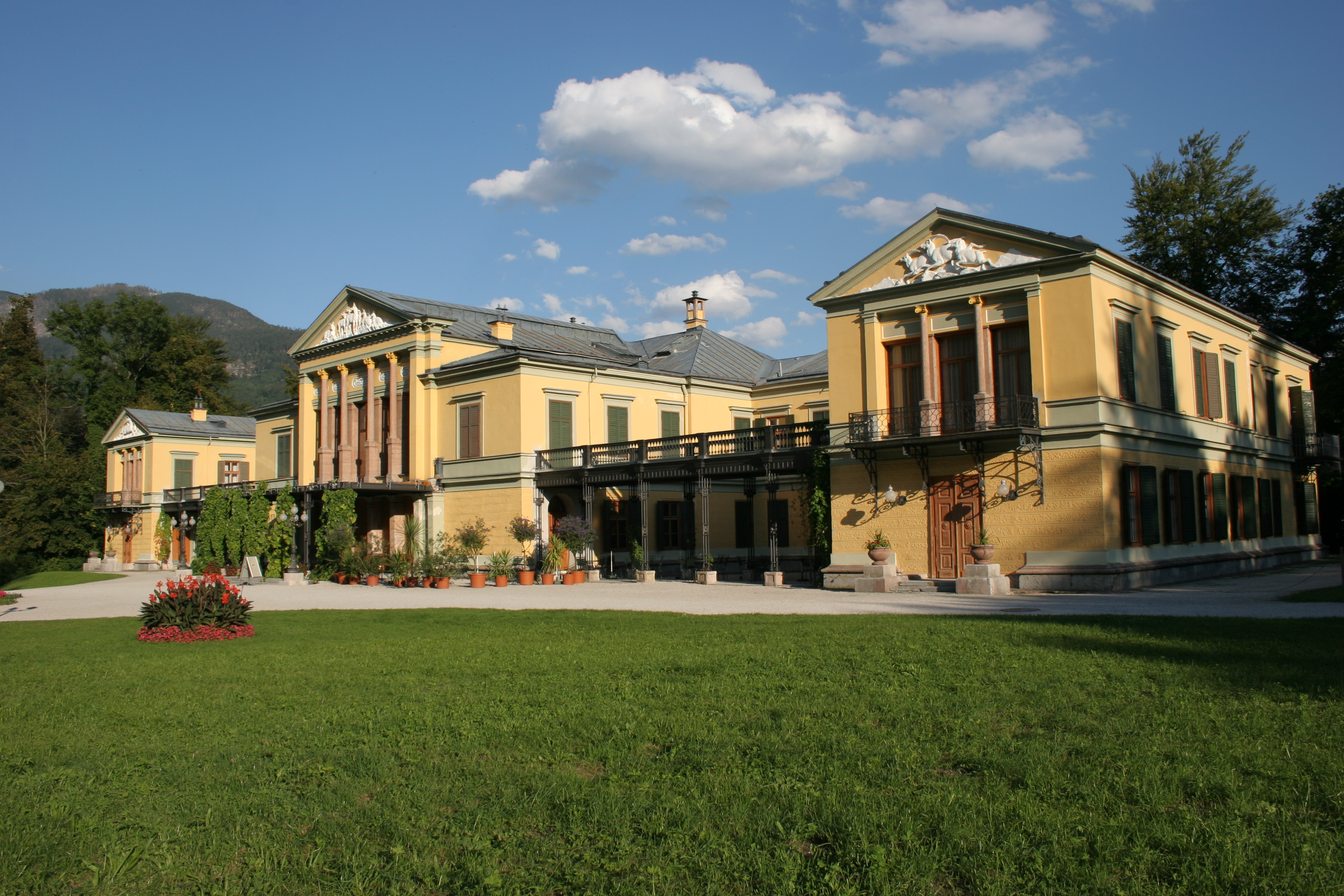
Kaiservilla Bad Ischl, Sommerresidenz von Kaiser Franz Joseph
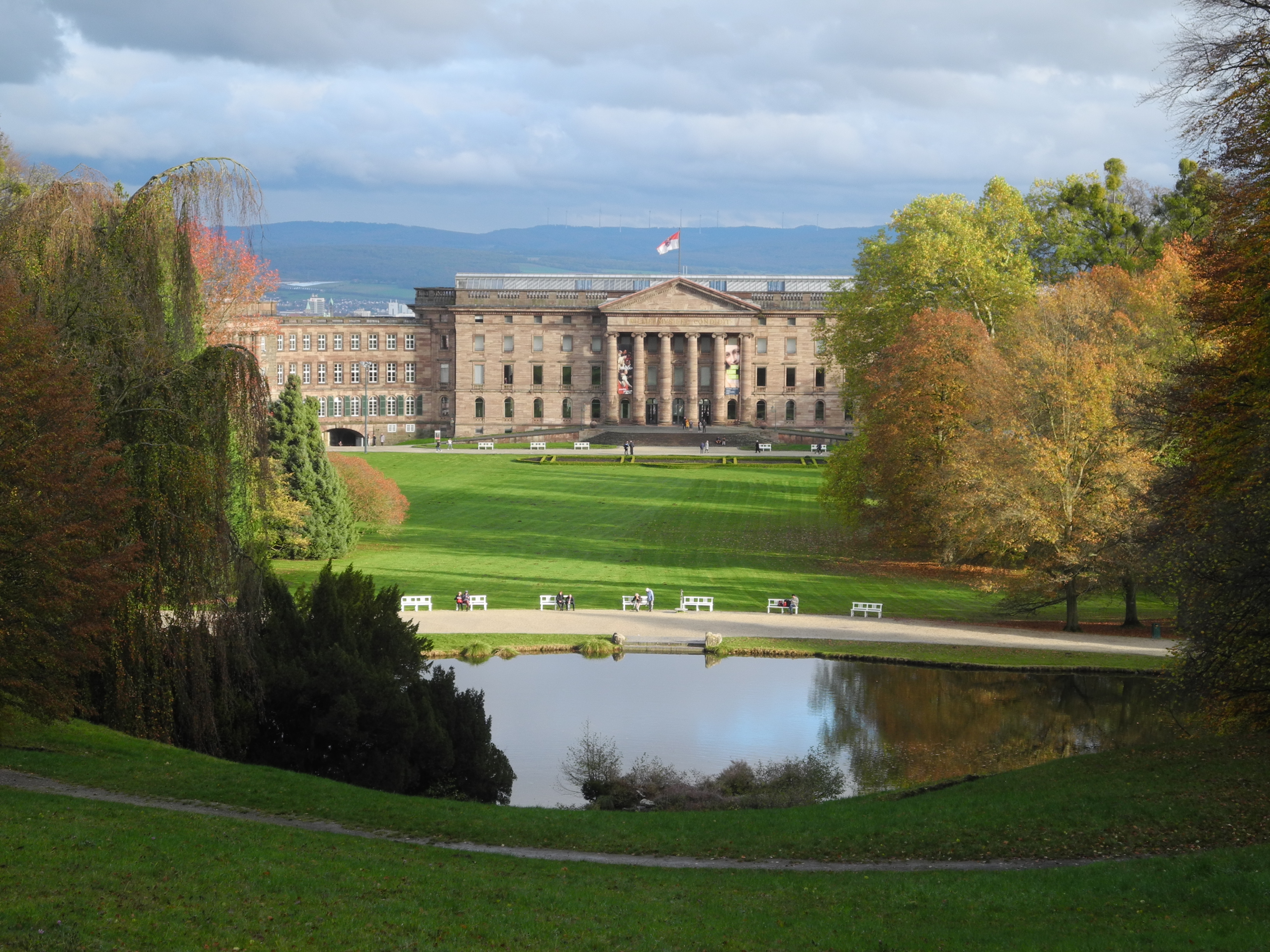
Schloss Wilhelmshöhe in Kassel, Sommerresidenz der hessischen Kurfürsten
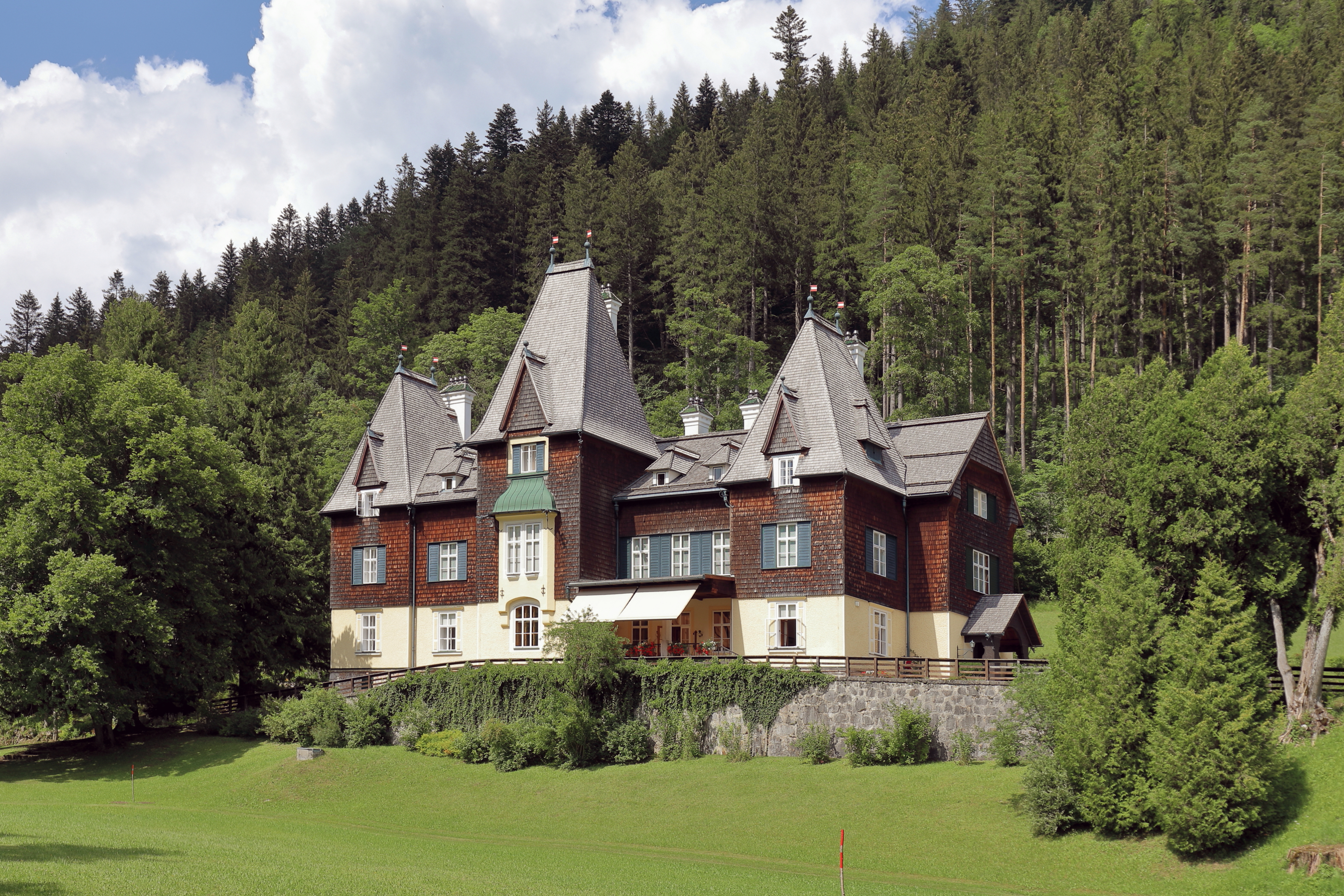
Schloss Mürzsteg, Sommersitz der Österreichischen Bundespräsidenten
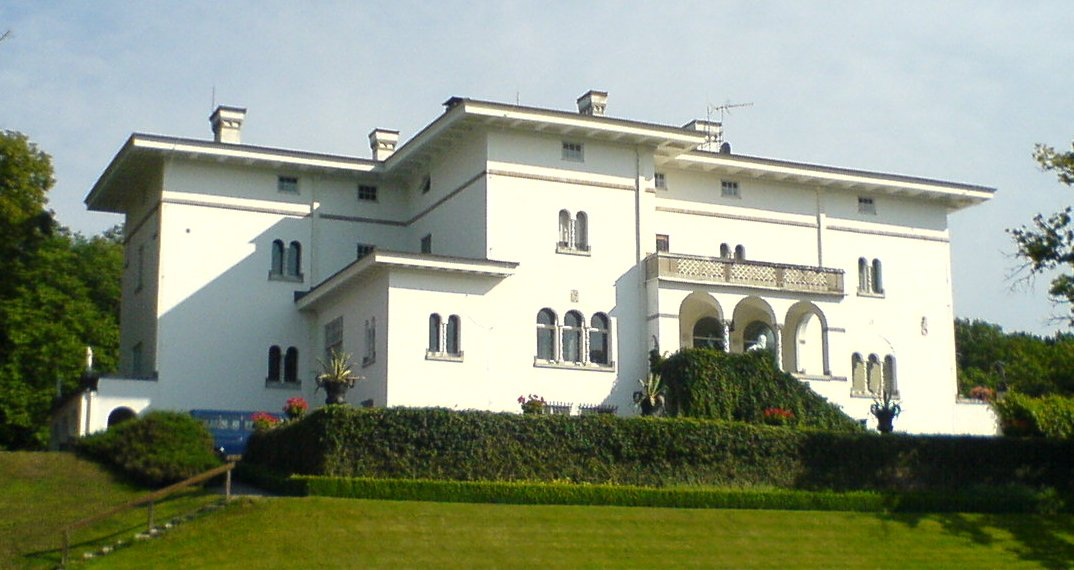
Schloss Solliden auf Öland, privater Sommersitz des schwedischen Königs
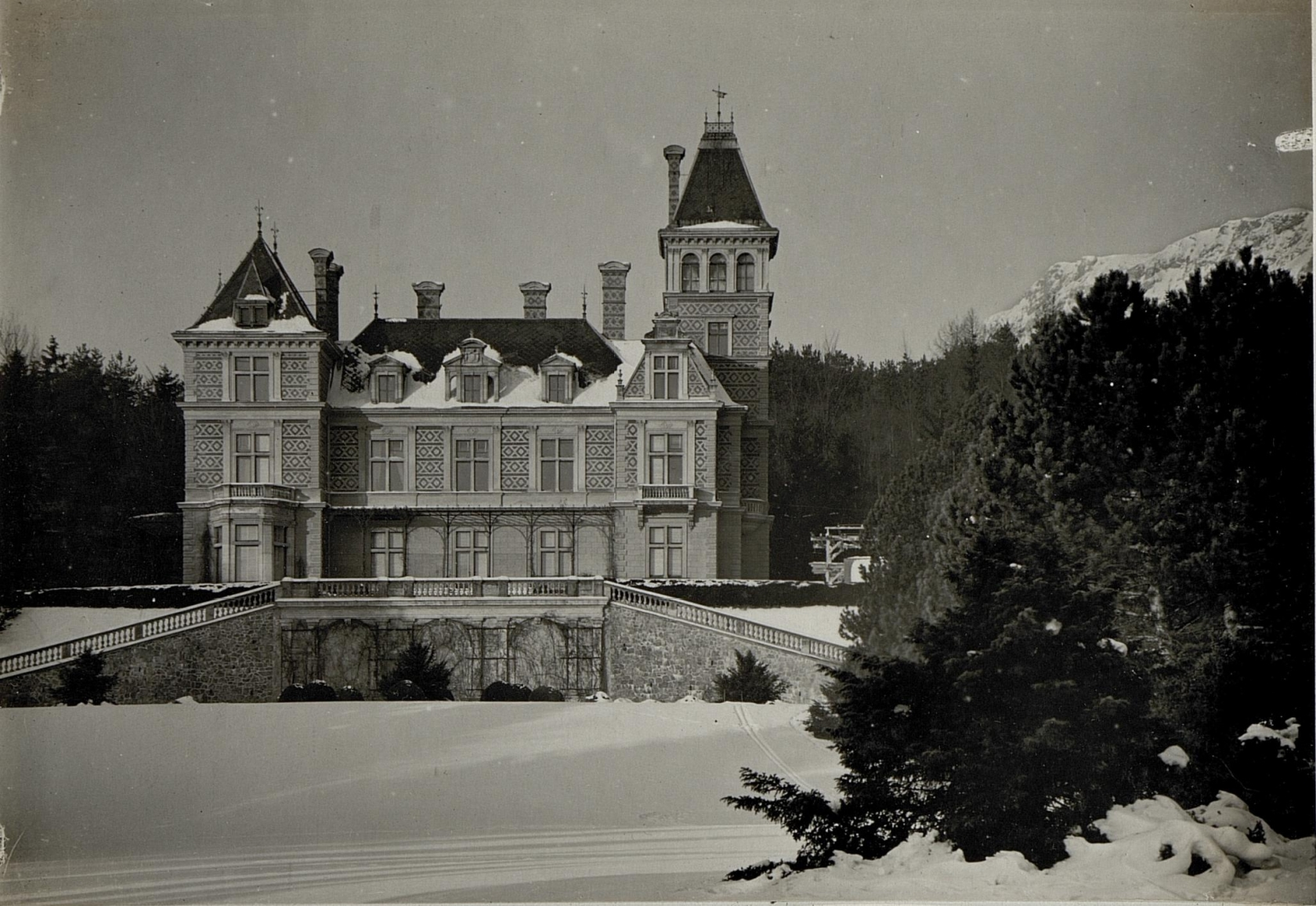
Villa Wartholz in Reichenau an der Rax, Sommersitz des letzten Kaisers von Österreich
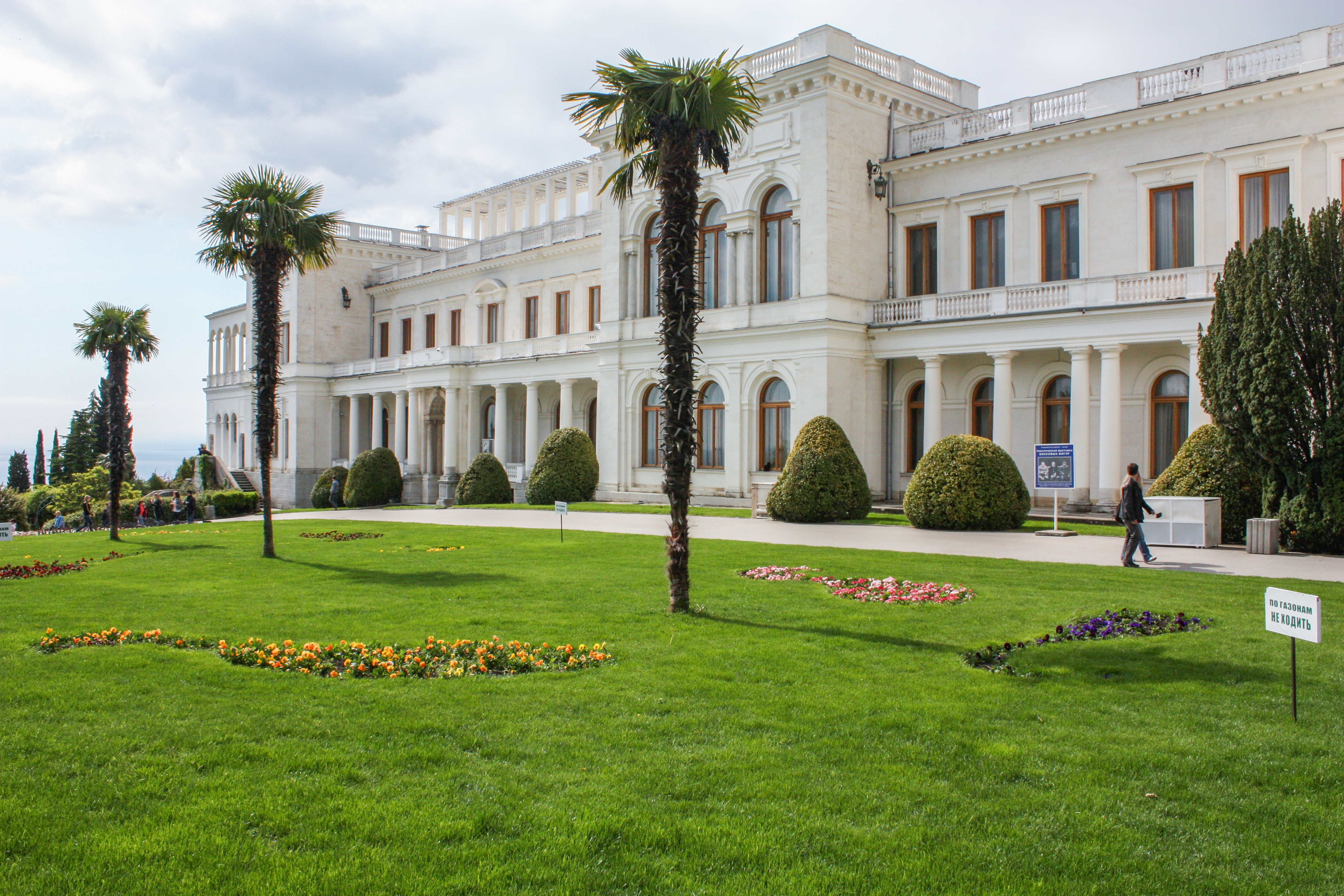
Liwadija-Palast in Jalta auf der Krim
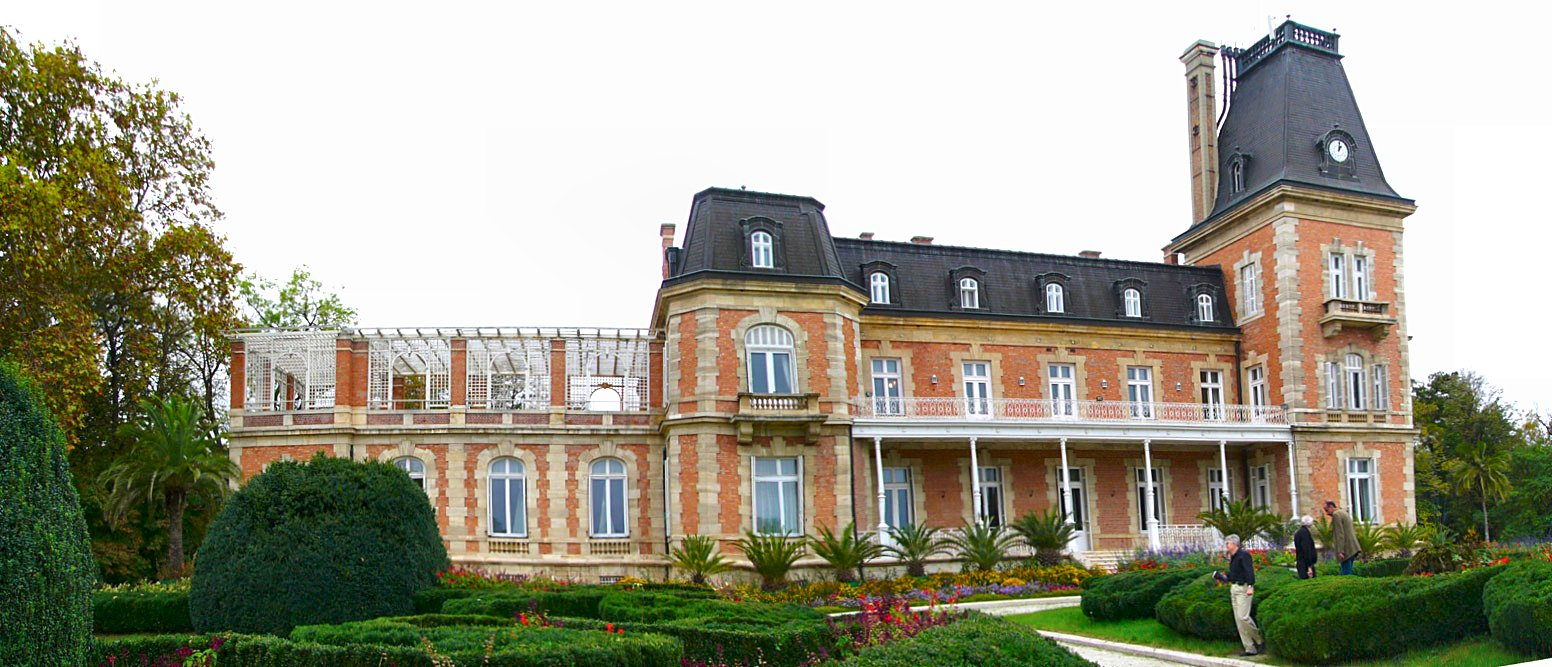
Schloss Euxinograd, Sommerresidenz der bulgarischen Zaren